# Zombie walk

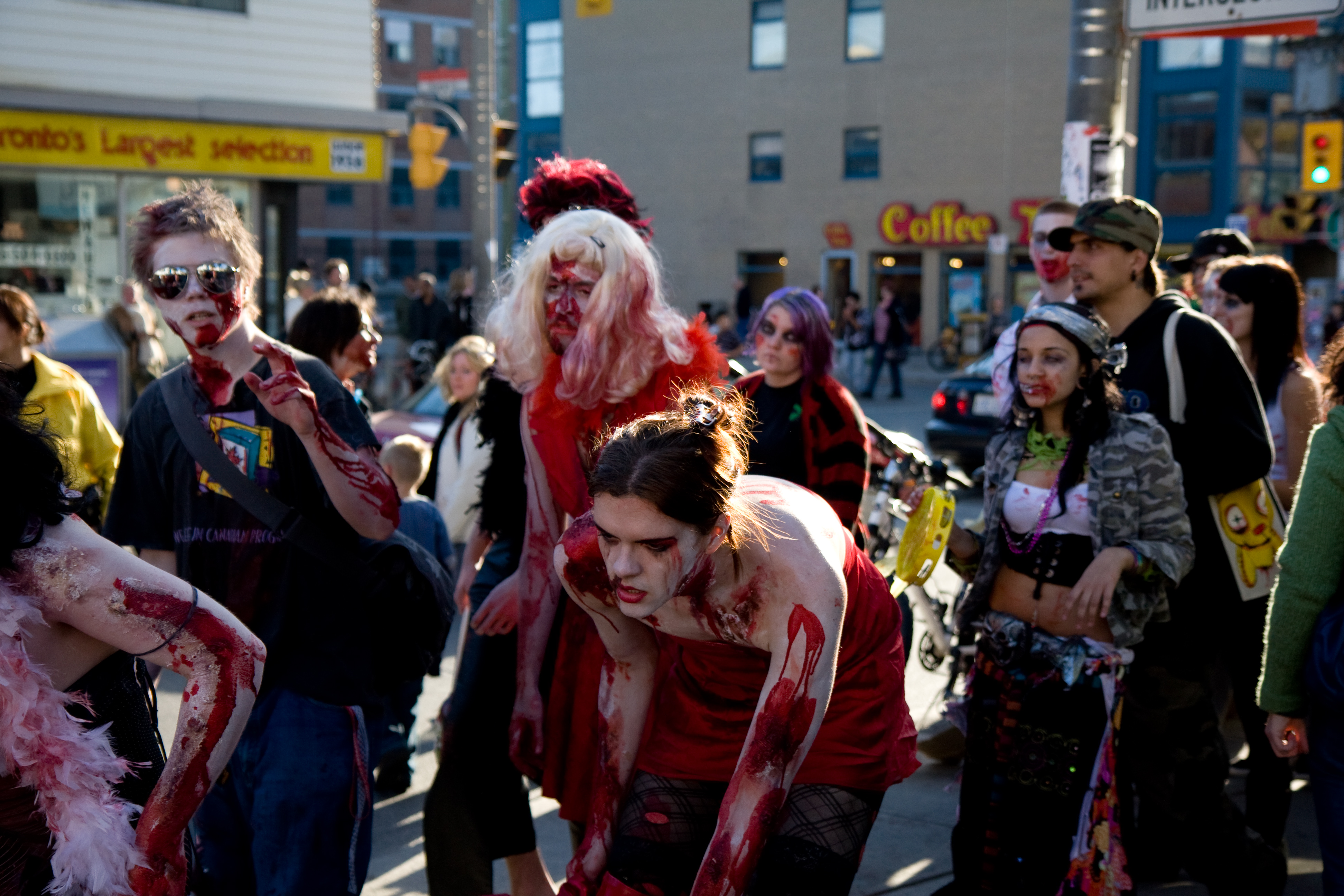
Partecipanti a una zombie walk a Toronto

Per zombie walk ("camminata degli zombi" in lingua inglese) si intende un raduno pubblico ove i partecipanti, travestiti da zombi, camminano in gruppo lungo le strade di una città.

## Storia
Fra le primissime zombie walk di cui si ha memoria vi sono quella avvenuta nel corso della Gen Con di Milwaukee del 2000, e la Zombie Parade di Sacramento, tenuta per la prima volta nel 2001 per promuovere una rassegna cinematografica e ripetuta durante gli anni seguenti. Degne di nota sono anche le zombie walk di Toronto, che ebbero origine nel 2003 per poi diventare una tradizione annuale locale. A partire dalla metà del decennio, il fenomeno delle zombie walk attecchì in tutto il Nord America, ed eventi analoghi vennero tenuti in città come Pittsburgh, Seattle, Grand Rapids e Asbury Park. Sono state svolte anche zombie walk all'infuori del continente nordamericano, come quelle di Mar del Plata, Rio de Janeiro, Brisbane, Melbourne, Colonia, Torino, e Sitges.